# Cantón de Ryes
El cantón de Ryes era una división administrativa francesa, que estaba situada en el departamento de Calvados y la región de Normandía.

## Composición
El cantón estaba formado por veinticinco comunas:
- Arromanches-les-Bains
- Asnelles
- Banville
- Bazenville
- Colombiers-sur-Seulles
- Commes
- Crépon
- Esquay-sur-Seulles
- Graye-sur-Mer
- Le Manoir
- Longues-sur-Mer
- Magny-en-Bessin
- Manvieux
- Meuvaines
- Port-en-Bessin-Huppain
- Ryes
- Saint-Côme-de-Fresné
- Sainte-Croix-sur-Mer
- Sommervieu
- Tierceville
- Tracy-sur-Mer
- Vaux-sur-Aure
- Ver-sur-Mer
- Vienne-en-Bessin
- Villiers-le-Sec

## Supresión del cantón de Ryes
En aplicación del Decreto n.º 2014-160 de 17 de febrero de 2014, el cantón de Ryes fue suprimido el 22 de marzo de 2015 y sus 25 comunas pasaron a formar parte; doce del nuevo cantón de Bayeux, diez del nuevo cantón de Courseulles-sur-Mer y tres del nuevo cantón de Bretteville-l'Orgueilleuse.